# Фредерикс, Борис Андреевич
Барон (1853) Борис Андреевич (Бернгард) Фредерикс (Фридерикс) 2-й (1797—1874) — русский генерал-адъютант, генерал от инфантерии из рода Фридриксов. Отец графа Владимира Фредерикса.

## Биография
Родился 24 марта 1797 года в семье бригадира Андрея Ивановича (Андреас Иоганн) Фредерикса и его жены Марии, дочери генерал-аншефа И. И. Меллер-Закомельского. Братья: Александр (1778—1849, генерал-лейтенант) и Пётр (1786—1855, генерал-майор, обер-шталмейстер, действительный тайный советник).
В службу вступил в 1811 году в Лесной департамент, но через три года променял гражданскую службу на военную и был определён прапорщиком в Козловский пехотный полк, в рядах которого участвовал в Заграничном походе 1814 года.
В 1827 году, во время участия в русско-персидской войне, был назначен командиром Эриванского карабинерного полка, командуя которым совершил также кампанию 1828—1829 годов против турок. Во время последней войны Фредерикс неоднократно имел боевые отличия, за которые был награждён орденом св. Георгия 4-й степени (16 ноября 1828 года, № 4180 по кавалерскому списку Григоровича — Степанова) и двумя золотыми шпагами с надписью «За храбрость», из которых вторая была украшена алмазами (1 января 1829 года и 19 августа 1829 года).
С 1830 года Фредерикс командовал 1-й бригадой 15-й пехотной дивизии и в 1831 году сражался против польских инсургентов.
В 1856 году Фредерикс был назначен почётным опекуном Санкт-Петербургского опекунского совета; произведённый в 1858 году в генерал-лейтенанты, барон Фредерикс в 1861 году был сделан товарищем главноуправляющего IV отделением Собственной Его Величества канцелярии и исправлял эту должность до конца жизни. В 1864 году пожалован званием генерал-адъютанта.
С 1856 по 1869 год был членом Попечительского совета заведений общественного призрения в Санкт-Петербурге, попечителем городских богаделен.
Умер 26 мая 1874 года в Санкт-Петербурге, похоронен на Волковом лютеранском кладбище. В браке с Эммой Адольфовной фон Вульф оставил сыновей Александра и Владимира.

## Награды
российские:
- Орден Святого Владимира 4-й степени с бантом (1813)[4].
- Орден Святой Анны 2-й степени с алмазами (1827).
- Орден Святого Владимира 3-й степени (1828).
- Орден Святого Георгия 4-й степени (1828).
- Золотая шпага «За храбрость» (1828).
- Золотая шпага «За храбрость» с алмазами (1829).
- Орден Святого Станислава 1-й степени с мечами (1832).
- Польский знак отличия за военное достоинство 2 ст. (1839).
- Орден Святой Анны 1-й степени (1859).
- Орден Святого Владимира 2-й степени (1861).
- Орден Белого орла (1862).
- Орден Святого Александра Невского (1865).
- Алмазные знаки к Ордену Святого Александра Невского (1868).

иностранные:
- Французский Орден Почетного Легиона (1814).
- Персидский Орден Льва и Солнца (1828).
- Ольденбургский Орден Заслуг (1863).